# Угайне Великий
Угайне Великий (ірл. — Úgaine Mor) — Угайне Мор — верховний король Ірландії. Час правління: 441–411 до н. е. (згідно з «Історією Ірландії» Джеффрі Кітінга) [3] або 634–594 до н. е. (відповідно до «Хроніки Чотирьох Майстрів») [2]. 

### Походження
Син Еоху Буадаха (ірл. — Eochu Buadach), онук Дуй Ладраха (ірл. — Dui Ladrach). Він був прийомним сином Кімбаеха і Махи Рудоволосої. 

### Прихід до влади
Прийшов до влади, вбивши свого попередника — Рехтайда Рігдерга (ірл. — Rechtaid Rígderg), що був вбивцею його прийомної матері (звичай кровної помсти). 

### Правління
«Книга Захоплень Ірландії» пише, що він правив «Ірландією, Альбою (нинішня Шотландія) аж до Білого Моря», тобто всіма Британськими островами, і «а деякі кажуть, що» він мав крім цього володіння в континентальній Європі. Він одружився з Кессайрою Хрохах (ірл. Cessair Chrothach) — дочкою одного з королів галльських племен, яка народила від нього 22 синів і 3 дочок. Угайне Великий розділив Ірландію на 25 земель і кожній землі поставив правити одного з своїх дітей. І ці маленькі королівства збереглися протягом 300 років після його смерті, аж до того часу, як впорядкував кордони васальних королівств Еоху Фейдлех (ірл. — Eochu Feidlech). Правив Ірландією 30 чи то 40 років. Був вбитий своїм братом Бодбхадом (ірл. — Bodbchad). «Книга Захоплень Ірландії» пише, що після його смерті трон успадкував безпосередньо його син Лоегайре, але Джеффрі Кітінг і Чотири Майстри зазначають, що Бодбхад вбивши короля захопив трон, але правив всього один день. «Книга Захоплень Ірландії» синхронізує його правління з правлінням Птолемея II Філадельфа в Єгипті (281–246 до н. е.), що сумнівно [1].